# Otto Schulz (Architekt)
Otto Schulz (* 13. März 1877 in Neusalz in Schlesien, Nowa Sól; † 27. Oktober 1943 in Nürnberg) war ein deutscher Architekt.
Schulz erlernte zuerst ein Bauhandwerk. Danach studierte er ab 1895 am Technikum Strelitz und ab 1895/1896 an der TH Braunschweig. Danach war in Behörden in Würzburg und München tätig. 1904 ließ er sich als Architekt in Nürnberg nieder. Daneben war er von 1908 bis 1939 als Professor an der Kunstgewerbeschule Nürnberg tätig.
Sein erstes Bauwerk war die zwischen 1908 und 1910 erbaute Kirche St. Michael im Nürnberger Stadtteil St. Johannis. Sie wird dem Neobarock zugeordnet. 1909/10 entwarf er die Kirche St. Walburga in Wassertrüdingen. Zwischen 1914 und 1924 war er Baumeister der Kirche St. Mauritius in Estenfeld, die der Neugotik angehört. Beim Neubau von St. Walburga (Zell-Hilpoltstein) 1923/1924 übernahm er ebenfalls die Planung. Von 1923 bis 1926 war er Architekt bei Bau der neuromanischen Kirche St. Ludwig in Gibitzenhof. Bei der Renovierung der Kirchen St. Sebald (ab 1900) und St. Lorenz in Nürnberg war er beteiligt. Von 1928 an war er Kirchenbaumeister der Lorenzkirche.
Schulz ist zwischen Historismus und Frühmoderne einzuordnen. Er war hauptsächlich im Kirchenbau tätig, aber als sein Hauptwerk gilt das Warenhaus Tietz, heute das Kaufhaus Weißer Turm, in Nürnberg. (erbaut 1911/1912).